# Walhalla (romanzo)
Walhalla (Valhalla Rising) è il sedicesimo romanzo scritto da Clive Cussler, incentrato sulle avventure di Dirk Pitt, pubblicato nel 2001.

## Trama
Nel 1035 alcune navi di vichinghi, comandati da Bjarne Sigvatson, approdarono nel Nordamerica, ma vennero attaccati dagli Skræling e nessuno di loro fece ritorno: per i vichinghi che vivevano in Islanda e Norvegia la sorte della colonia rimase sempre un mistero.
Nel 1894, nel Mare dei Caraibi l'equipaggio della nave da guerra Kearsarge, comandata da Leigh Hunt e in viaggio da Haiti verso il Nicaragua, notò nel fondale uno strano mostro marino con il dorso nero, che di colpo tagliò la nave al livello della sala macchine causandone il naufragio. L'equipaggio si salvò, ma il mostro rimase avvolto in un alone di mistero.
Più di cento anni dopo, nel 2003, a bordo di una lussuosa nave da crociera al suo viaggio inaugurale, la Emerald Dolphin, scoppia un incendio che in poco tempo distrugge la nave. Una nave della NUMA (National Underwater & Marine Agency), comandata da Dirk Pitt, che si trovava casualmente ad incrociare nei pressi della rotta della Emerald Dolphin, si dirige in soccorso dei passeggeri.
Dalle indagini sull'incidente nasce un'avventura tutta sul fondo del mare, che porterà alla luce verità nascoste.

## Edizioni
- Clive Cussler, Walhalla, traduzione di Lidia Perria, collana TEA, Longanesi, 2001,  p. 538, ISBN 88-502-0499-X.

- Clive Cussler, Walhalla, traduzione di Lidia Perria, La Gaja scienza, Longanesi, 18 ottobre 2002,  p. 538, ISBN 9788830419698.

- Clive Cussler, Walhalla, traduzione di Lidia Perria, Teadue, TEA, 2004,  p. 533, ISBN 9788850204991.

- Clive Cussler, Walhalla, traduzione di Lidia Perria, Best TEA, TEA, 24 settembre 2009,  p. 462, ISBN 9788850216765.

- Clive Cussler, Walhalla, traduzione di Lidia Perria, Superpocket. Best thriller, RL Libri, 2012,  p. 540, ISBN 9788846211439.

- Clive Cussler, Walhalla, traduzione di Lidia Perria, Tea più, TEA, 15 febbraio 2018,  p. 538, ISBN 9788850249145.